# Komba (Niger)
Komba ist ein Dorf in der Landgemeinde Bitinkodji in Niger.

## Geographie
Das von einem traditionellen Ortsvorsteher (chef traditionnel) geleitete Dorf befindet sich rund zwei Kilometer südöstlich des Hauptorts Saga Fondo der Landgemeinde Bitinkodji, die zum Departement Kollo in der Region Tillabéri gehört. Zu den Siedlungen in der näheren Umgebung von Komba zählen Drahiré im Nordosten und Settoré im Südosten.
Komba ist Teil der Übergangszone zwischen Sahel und Sudan. Die durchschnittliche jährliche Niederschlagshöhe beträgt hier zwischen 400 und 500 mm.

## Geschichte
Laut einer Erhebung vom September 2022 lebten in Komba 107 interne Vertriebene aus elf Haushalten.

## Bevölkerung
Bei der Volkszählung 2012 hatte Komba 700 Einwohner, die in 89 Haushalten lebten. Bei der Volkszählung 2001 betrug die Einwohnerzahl 332 in 50 Haushalten und bei der Volkszählung 1988 belief sich die Einwohnerzahl auf 665 in 98 Haushalten.

## Wirtschaft und Infrastruktur
Für den Eigenbedarf werden Hirse und Sorghum angebaut. Die Qualität der Böden ist auf Grund von Übernutzung sehr schlecht. Zwischen Komba und dem Fluss Niger erstreckt sich ein Reisanbaugebiet.
Mit einem Centre de Santé Intégré (CSI) ist ein Gesundheitszentrum im Ort vorhanden. Es gibt eine Schule. Am Ortsrand von Komba verläuft die 214,1 Kilometer lange Nationalstraße 4 zwischen der Hauptstadt Niamey und der Staatsgrenze zu Burkina Faso.